# Мои, Дэниэл арап
Дэниэл Торойтич арап Мои (англ. Daniel Toroitich arap Moi; 2 сентября 1924 — 4 февраля 2020) — кенийский государственный деятель, президент Кении в 1978—2002 годах.

## Биография
Родился в деревне Куриенг’во в окрестностях города Сачо (округ Баринго, провинция Рифт-Валли), из-за ранней смерти отца воспитывался матерью. Окончил среднюю школу и педагогический колледж, в 1946—1955 годах работал учителем, в 1955—1957 годах директором школы.
С 1955 года в политике: был избран членом Законодательного совета провинции Рифт-Валли. В 1960 году был одним из основателей Африканского Демократического союза африканцев Кении (КАДУ). КАДУ настаивал на федеральной конституции федеративного государства, в то время как Национальный союз африканцев Кении (КАНУ) во главе с Джомо Кениатой был за централизованное государство. Преимущество осталось за более многочисленным КАНУ и колониальные власти были вынуждены удалить из конституции Кении все положения федерального характера.
В 1957 году был переизбран членом Законодательного совета Рифт-Валли.
 Был министром образования Кении в 1960—1961 годах и министром местного самоуправления в 1962—1964 годах. С 1963 года депутат парламента.
После обретения независимости 12 декабря 1963 года глава страны Джомо Кениата настоял на самороспуске КАДУ и вхождении его членов в КАНУ. Дэниэл арап Мои был назначен сначала министром внутренних дел (1964), а потом, в 1967 году, вице-президентом страны.
После смерти Кениаты 22 августа 1978 года автоматически стал президентом. Был популярен в стране из-за своей открытости и контактности. Проводил активную антикоммунистическую политику.
Будучи представителем этноса календжин, смог контролировать КАНУ, где господствовало этническое большинство кикуйю. На пост вице-президента он назначил Мваи Кибаки — представителя кикуйю-ньери, а на пост генерального прокурора — Чарльза Нджонджо — кикуйю-кьямбу. Оба поста обладали схожей влиятельностью, а Кибаки и Нджонджо принадлежали к разным племенным группам кикуйю и были в плохих отношениях. Таким образом Мои смог сохранить контроль над правительством.
1 августа 1982 года Мои пережил попытку государственного переворота, организованную бывшим вице-президентом Огингой Одингой, его сыном (премьер-министром с 2008) Раилой Одингой и младшими офицерами ВВС во главе с Хезекией Очукой. Воспользовался возможностью, чтобы уволить с постов политических противников и укрепить свою власть. Резко уменьшил влияние сторонников Джомо Кениаты, начав длительные судебные расследования, в ходе которых было объявлено об их участии в подготовке заговора. Главные заговорщики были приговорены к смертной казни, сторонники Мои получили ключевые посты в государстве. Была изменена конституция и де-юре установлено однопартийное государство при жёстком подавлении всякой оппозиции (многочисленные факты пыток заключённых были позже подтверждены).
Активно участвовал в разрешении конфликтов на Африканском континенте. В 1981—1983 годах он был председателем Организации Африканского Единства и в этом качестве был переговорщиком между марокканским правительством и представителями западносахарского ПОЛИСАРИО. Начиная с 1994 года Мои организовывал переговоры президента Судана с представителем повстанцев Гарангом. В 1998 году кенийские дипломаты пытались предотвратить войну между Эфиопией и Эритреей. В декабре 1999 года Мои был посредником на переговорах между суданским президентом Баширом и президентом Уганды Мусевени.
В начале 1990-х годов, после обрушения социалистической системы режим Мои перестал рассматриваться как основной союзник западного блока против социалистически настроенных правительств Эфиопии и Танзании, дотирование экономики страны резко сократилось, что вызвало кризис и стагнацию.
С конца 1991 года начал процесс умеренной демократизации, разрешив создание других партий. Используя этническую разобщённость и раздробленность оппозиции в стране, сумел в острой борьбе победить на выборах 1992 года (выборы в 1 тур, получил всего 37 % голосов) и 1997 годов (40,6 %).
При его правлении в Кении большой размах приобрела коррупция, в которой были замешаны сыновья Мои и его близкое окружение, значительно вырос государственный долг. После прихода к власти нового президента Мваи Кибаки в 2002 году аудиторской компании Кролл, специализирующейся на подобного рода расследованиях, поручили изучить наследие прежнего правительства. Отчёт был представлен заказчику в апреле 2004 года, однако его содержание так и не было предано огласке.
На выборах 2002 года Мои пытался передать власть сыну Джомо Кениаты Ухуру Кениате, однако тот проиграл. В 2013 году Кениата всё же стал президентом.

## Смерть
В августе 2017 года у Мои была диагностирована деменция. В октябре 2019 года он был госпитализирован в критическом состоянии в больницу Найроби из-за осложнений плеврального выпота. В ноябре 2019 года выписан, но через несколько дней был снова госпитализирован для операции на колене.
Дэниэл Торойтич арап Мои умер в больнице Найроби 4 февраля 2020 года в возрасте 95 лет.

## Семья
Был женат в 1950—1974 годах (жена, урождённая Хелена Боммет, умерла в 2004 году), имел 5 сыновей и 3 дочерей (одна, Джун, удочерённая).